# WTA de Hua Hin
O WTA de Hua Hin – ou Thailand Open, na última edição – foi um torneio de tênis profissional feminino, de nível WTA 250.
Realizado em Hua Hin, na Tailândia, estreou em 2019 sete anos – contando dois intermediários de hiato. Os jogos eram disputados em quadras duras durante o mês de janeiro e/ou fevereiro.
Substituiu o Taipé em 2019 e foi transferido para Singapura em 2025.
Em 2024, devido a alterações tardias na segunda metade da temporada, que envolveu o cancelamento de Zhengzhou e a promoção de Liampó, uma vaga de WTA 250 ficou vaga. Foi dada, em caráter extraordinário, a Hua Hin, que realizou uma edição extra em setembro.

## Histórico
Com a estreia em 2019, o evento foi patrocinado pela Toyota e também ficou conhecido como Toyota Thailand Open. Inicialmente, o evento foi classificado como torneio WTA International, mas passou a ser um torneio WTA 250 a partir da edição de 2023; o primeiro a ser disputado desde a mudança de nome das categorias de torneio WTA em 2020. O torneio não aconteceu em 2021 e 2022 devido à pandemia de COVID-19.

## Finais

### Simples
| Ano                                                         | Campeã            | Vice-campeã      | Resultado      |
| ----------------------------------------------------------- | ----------------- | ---------------- | -------------- |
| 2024 (16 set.)                                              | Rebecca Šramková  | Laura Siegemund  | 6–4, 6–4       |
| 2024 (27 jan.)                                              | Diana Shnaider    | Zhu Lin          | 6–3, 2–6, 6–1  |
| 2023                                                        | Zhu Lin           | Lesia Tsurenko   | 6–4, 6–4       |
| Torneio não realizado em 2022                               |                   |                  |                |
| Torneio não realizado em 2021 devido à pandemia de COVID-19 |                   |                  |                |
| 2020                                                        | Magda Linette     | Leonie Küng      | 6–3, 6–2       |
| 2019                                                        | Dayana Yastremska | Ajla Tomljanović | 6–2, 2–6, 7–63 |

### Duplas
| Ano                                                         | Campeãs                             | Vice-campeãs                 | Resultado         |
| ----------------------------------------------------------- | ----------------------------------- | ---------------------------- | ----------------- |
| 2024 (16 set.)                                              | Anna Danilina Irina Khromacheva     | Eudice Chong Moyuka Uchijima | 6–4, 7–5          |
| 2024 (27 jan.)                                              | Miyu Kato Aldila Sutjiadi           | Guo Hanyu Jiang Xinyu        | 6–4, 1–6, [10–7]  |
| 2023                                                        | Chan Hao-ching Wu Fang-hsien        | Wang Xinyu Zhu Lin           | 6–1, 7–66         |
| Torneio não realizado em 2022                               |                                     |                              |                   |
| Torneio não realizado em 2021 devido à pandemia de COVID-19 |                                     |                              |                   |
| 2020                                                        | Arina Rodionova Storm Sanders       | Barbara Haas Ellen Perez     | 6–3, 6–3          |
| 2019                                                        | Irina-Camelia Begu Monica Niculescu | Anna Blinkova Wang Yafan     | 2–6, 6–1, [12–10] |